# Minyas ultramarina
Minyas ultramarina is een zeeanemonensoort uit de familie Minyadidae.
Minyas ultramarina is voor het eerst wetenschappelijk beschreven door Lesueur in 1817.